# Пежич, Андреа
Андреа Пежич (сербохорв. Andreja Pejić, серб. Андрејa Пејић, англ. Andreja Pejic; род. 28 августа 1991) — австралийская манекенщица. Пежич является трансгендерной женщиной сербско-хорватского происхождения, родилась в Тузле, Босния и Герцеговина. До коррекции пола участвовала в показах как мужских, так и женских коллекций известных модных домов, впоследствии ограничившись только женскими.

## Детство
Андрей Пежич родился в 1991 году в Боснии и Герцеговине в семье сербки и хорвата. В 1999 году родители Пежича вместе с двумя сыновьями во время военного конфликта в Югославии бежали в Австралию, получив там статус политических беженцев. Андрей всегда отличался своей женственной внешностью. На выпускном балу в школе одноклассники даже выбрали его «королевой бала».

## Карьера модели
Был примечателен своей чрезвычайной андрогинностью.
В феврале 2010 года Андрей подписал контракт с лондонским агентством Storm Models и спустя короткое время появился на обложке журнала «Dazed & Confused». За этим последовали съёмки для «Arena Homme Plus», «Wonderland», «Oyster» и «Vogue Paris».
В Милане его стало представлять агентство «I Love Models Management», в Париже — «New Madison». Сейчас также сотрудничает с «Photo Genics» (ЛА).
В январе 2011 года работал в Париже на мужских и на женских показах Жана-Поля Готье и мужских показах Марка Джейкобса. В том же году сразу две сети книжных магазинов в США — Barnes & Noble и Borders — отказались продавать тираж журнала «Dossier» с полуобнажённым Андреем на обложке, посчитав, что его могут ошибочно принять за девушку топлесс. В Dossier признались, что помещая на обложку именно этот снимок Пежича добивались именно такого провокационного эффекта. С 29 апреля 2011 года, занимает 18 место в списке «50 Мужских Топ-Моделей» сайта models.com. Летом 2011 читатели журнала FHM поставили Андрея на 98-е место в списке самых красивых женщин. Однако редакция журнала назвала это «ошибкой» и убрала имя Пежича в печатной версии рейтинга, но на сайте журнала имя Андрея осталось в списке, но вместо статьи о нём был размещён текст с извинениями редакторов. Представители Пежича крайне негативно отреагировали на подобное поведение FHM, поскольку в своих комментариях редакторы позволили себе достаточно резкие высказывания.
В декабре 2011 года представил линию пуш-ап бюстгальтеров для голландского универмага «Hema» в постерах для наружной рекламы.
В 2013 году снялся в видеоклипе Дэвида Боуи The Stars (Are Out Tonight).

## Кино и телевидение
В 2013 году Андреа приняла участие в съёмках турецкого сериала «Фатих», где сыграла Раду III Красивого, младшего брата Влада Дракулы. В 2018-м исполнила роль Софии (девушки главной героини) в драматическом триллере «Девушка, которая застряла в паутине». В 2021-м актрису можно было увидеть в криминальной комедии «Привычка». В 2022 году выходит биографический фильм «Быть Сальвадором Дали», в котором Андреа сыграла Аманду Лир.

## Личная жизнь
В июле 2014 года Пежич совершила каминг-аут как трансгендерная женщина. Через журнал People и программу Entertainment Tonight  она заявила, что прошла процедуры по коррекции пола несколько месяцев назад. Пежич попросила обращаться к ней в женском роде и называть её Андреа (Andreja). «Я хочу поделиться своей историей со всем миром, потому что считаю, что несу социальную ответственность. Я надеюсь, что открытость в этом вопросе поможет сделать его менее проблемным», — заявила модель в эксклюзивном интервью журналу People.
Андреа рассказала People, что «всегда мечтала быть девочкой». Она помнит, как крутилась в мамином платье и представляла себя балериной. Но после эмиграции семьи в Австралию брат и мальчики в школе дали Андреа понять, что ей лучше скрывать свои наклонности. Пежич пыталась участвовать в командных играх и проводить время как все остальные мальчики. «Я держал свои мечты и своё воображение при себе и неплохо научился быть мальчишкой. Но я прятал свою истинную суть». Жизнь Пежич изменилась, когда в 13 лет он пошёл в библиотеку и нашёл в Google информацию о смене пола. Интернет дал юноше надежду и объяснил его чувства и ощущения в медицинских терминах. Чтобы остановить гормональные изменения, связанные с взрослением, Пежич стал принимать блокаторы полового созревания. Семья Андреа, мама, бабушка и брат, с пониманием и поддержкой отнеслись к его решению. Он собирался окончить школу как Андрей и совершить трансгендерный переход. Планы юноши нарушило предложение от модельного агентства. Андреа решил, что это хороший шанс обрести финансовую стабильность.
«Около полутора лет назад я произвел переоценку ценностей. Я гордился своей карьерой, опровергавшей половые предрассудки, но моей самой большой мечтой было жить в согласии с собственным телом. Я должен быть честен с собой, а карьере придётся под это подстроиться», — пояснила модель журналистам. Юноша восстанавливался после операции около трёх месяцев, процесс проходил без осложнений. Андреа подтвердила, что в данный момент счастлива и на 100 процентов довольна своим телом.
Андреа Пежич — марксист. Свои религиозно-философские взгляды модель характеризует как атеистические и материалистические.

## Цитаты
- «Это индустрия, свободная от предрассудков. Можно быть собой. Просто не набирай лишний вес»[11].
- «Я бы с удовольствием снялся в Playboy с (фотографом) Терри Ричардсоном. Я люблю Playboy и я бы хотел работать с Терри»[12].
- «Я не столь сильно ценю красоту. Не думаю, что и обществу стоит»[13].
- «Люблю каблуки»[14].
- «Я уверен, что в какой-то момент мне придётся остепениться, купить дом в какой-нибудь восточноевропейской деревне и кормить цыплят до конца своей жизни»[14].
- «То, как я выгляжу — по большей части генетика, и я, скорее, люблю с этим играть вместо того, чтобы бороться. Я игнорирую множество гендерных барьеров, и это кажется вызовом консервативному представлению о том, как должен выглядеть мужчина. Я вовсе не декларирую то, что все мужчины должны быть похожи на меня, но в этой мужской гонке я отношусь к тем, кто намного меньше ограничен устаревшими и нелепыми социальными нормами».
- «У большинства манекенщиков есть девушки, но за сценой, когда никто не смотрит, им нравится щипать меня»[15].